# 有田市立病院
有田市立病院（ありだしりつびょういん）は、和歌山県有田市にある医療機関。有田市立病院事業の設置等に関する条例により設置された市立の病院である。
地域唯一の公立病院として、周産期医療（分娩・小児）を担い、救急受入れも積極的に行っている。入院機能として3病棟153床を構え、そのうち地域包括ケア病棟を2病棟編成し、地域患者の受入れを行っている。（≒地域包括ケアシステム）

## 沿革
- 1950年（昭和25年）10月25日 - 国保箕島病院が開院。
- 1956年（昭和31年）5月 - 有田町が市制施行により有田市となり、有田市立箕島病院と改称。
- 1957年（昭和32年）8月 - 有田市立病院と改称。
- 1974年（昭和49年）1月 - 総合病院の承認を受ける。
- 1997年（平成9年）5月 - 災害拠点病院に指定。
- 2010年（平成22年）10月 - 有田市立病院訪問看護ステーションが設立される。
- 2014年（平成26年）1月 - 電子カルテの導入。
- 2014年（平成26年）5月 - 地域包括ケア病棟を設置する。
- 2014年（平成26年）10月 - 「妊娠・出産包括支援事業」を開始。「母子保健相談支援事業」「産前・産後サポート事業」「産後ケア事業」
- 2014年（平成26年）10月 - 和歌山県立医科大学　地域医療支援医育成講座（有田市寄附講座）担当教員の公募開始
- 2015年（平成27年）8月 - 脳ドック開始
- 2015年（平成27年）10月 - 健康フェスティバル初開催（ピンクリボンキャンペーン）
- 2017年（平成29年）6月 - もの忘れ外来開始
- 2018年（平成30年）4月 - 麻酔科標榜
- 2018年（平成30年）8月 - 小児アレルギー外来開設記念 医療職体験イベント「キッザリダ」初開催
- 2019年(令和元年)１２月以降産婦人科医師の退職に伴い分娩を休止
- 2022年(令和4年)4月に分娩を再開後1人目の赤ちゃんが誕生[2]

- 有田市立病院は、経年による施設設備の老朽化、汎用性の低さ、度重なる増改築で院内の動線が複雑で非効率な状態であるなど様々な課題を抱えており、将来に向けて安定的、継続的に地域医療を担うことのできる新有田市立病院を建設することが必要といわれている。今後保田中学校跡地に建設候補地として選定。[3]

## 診療科
- 内科
- 循環器科
- 脳神経外科
- 外科
- 整形外科
- 産婦人科
- 小児科
- 眼科
- 耳鼻咽喉科
- 泌尿器科
- 皮膚科
- 麻酔科
- もの忘れ外来(完全予約制)

【専門外来】
- 手足専門外来（整形）
- 漢方外来（泌尿器）
- 小児アレルギー外来（小児）[食物アレルギー/アトピー/ぜんそく]
- 発達相談外来（小児）
- 遺伝外来（小児）
- コンタクト外来（眼科）
- 助産師外来（産婦人科）

## 許可病床数
一般54床、地域包括ケア99床、感染症4床
(平成11年4月1日第二種感染症医療機関の指定）

## 設備概要
- 手術室（3室）
- 臨床検査施設
- 調剤所
- 給食施設
- 洗濯施設
- 分娩施設
- 新生児入浴施設
- 化学・殺菌・病理検査施設
- 研究室、講義室
- 機能訓練室(253m2）
- 談話室
- 浴室
- X線装置
- 64列全身X線CTスキャナ
- MRI（1.5テスラ）
- 超音波診断装置
- 患者輸送用自動車
- スプリンクラー
- 自家発電装置
- マンモグラフィー
- 院内PHSハンディーナースコールシステム
- オストメイト対応トイレ
- 電子カルテ・オーダリングシステム
- PACS

## チーム医療
- NST
- ICT
- AST
- PMT
- DMAT
- 褥瘡対策チーム
- 緩和ケアチーム
- 臨床倫理チーム（ACP）

## 医療連携
きのくに医療連携システム青洲リンク・遠隔医療支援システム・遠隔救急支援システム

## 交通アクセス

### 公共交通機関
- JRきのくに線箕島駅より
  - 徒歩で約15分
  - 有田市デマンドバスで約3分・・・運転免許返納証明書を会計時に提示するとデマンドバス乗車券（1枚）進呈

### 自家用車
- 阪和自動車道の海南インターチェンジ、または有田インターチェンジで降り、国道42号を経由
  - 無料駐車場 140台
  - 海南ICより南に約20分
  - 有田ICより北に約15分